# Санкт-Петер-об-Юденбург
Санкт-Петер-об-Юденбург (нім. Sankt Peter ob Judenburg) — громада (засновано 1849/50)  (нім. Gemeinde)  в Австрії, у федеральній землі  Нижня Австрія.
Входить до складу округу Мурталь. Населення становить 1116 осіб (станом на 31 грудня 2015 року). Займає площу 50 км².

## Галерея

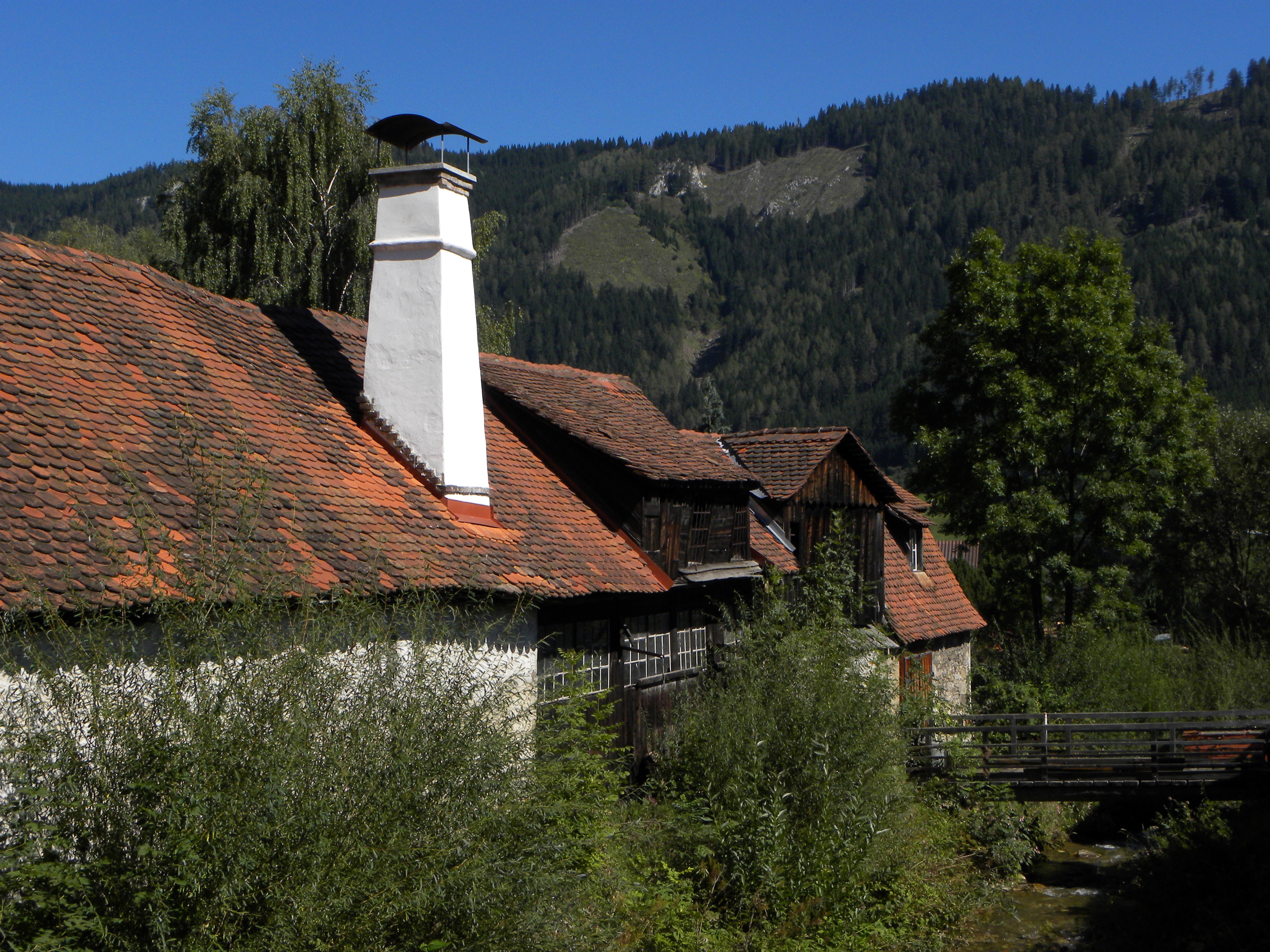
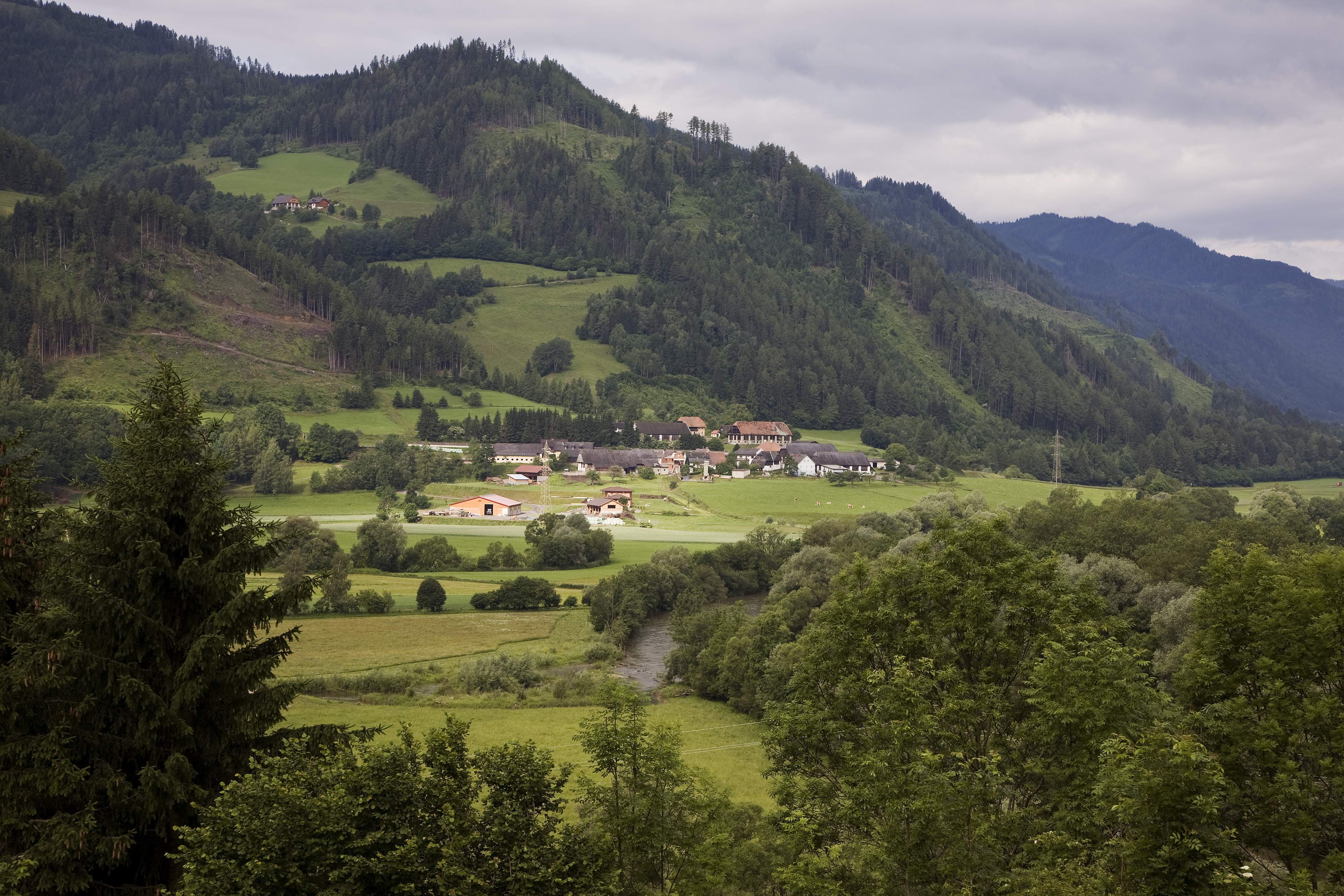
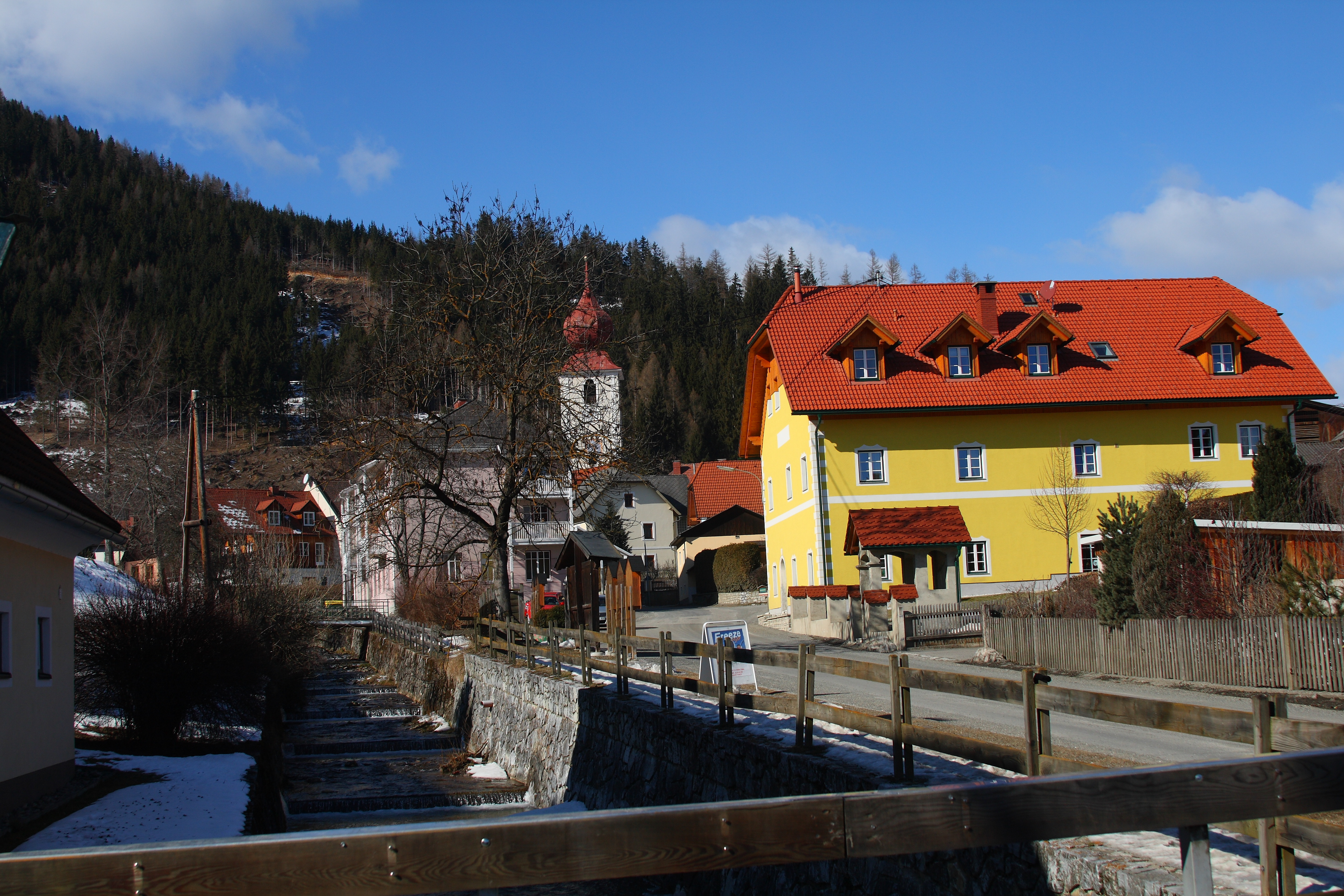
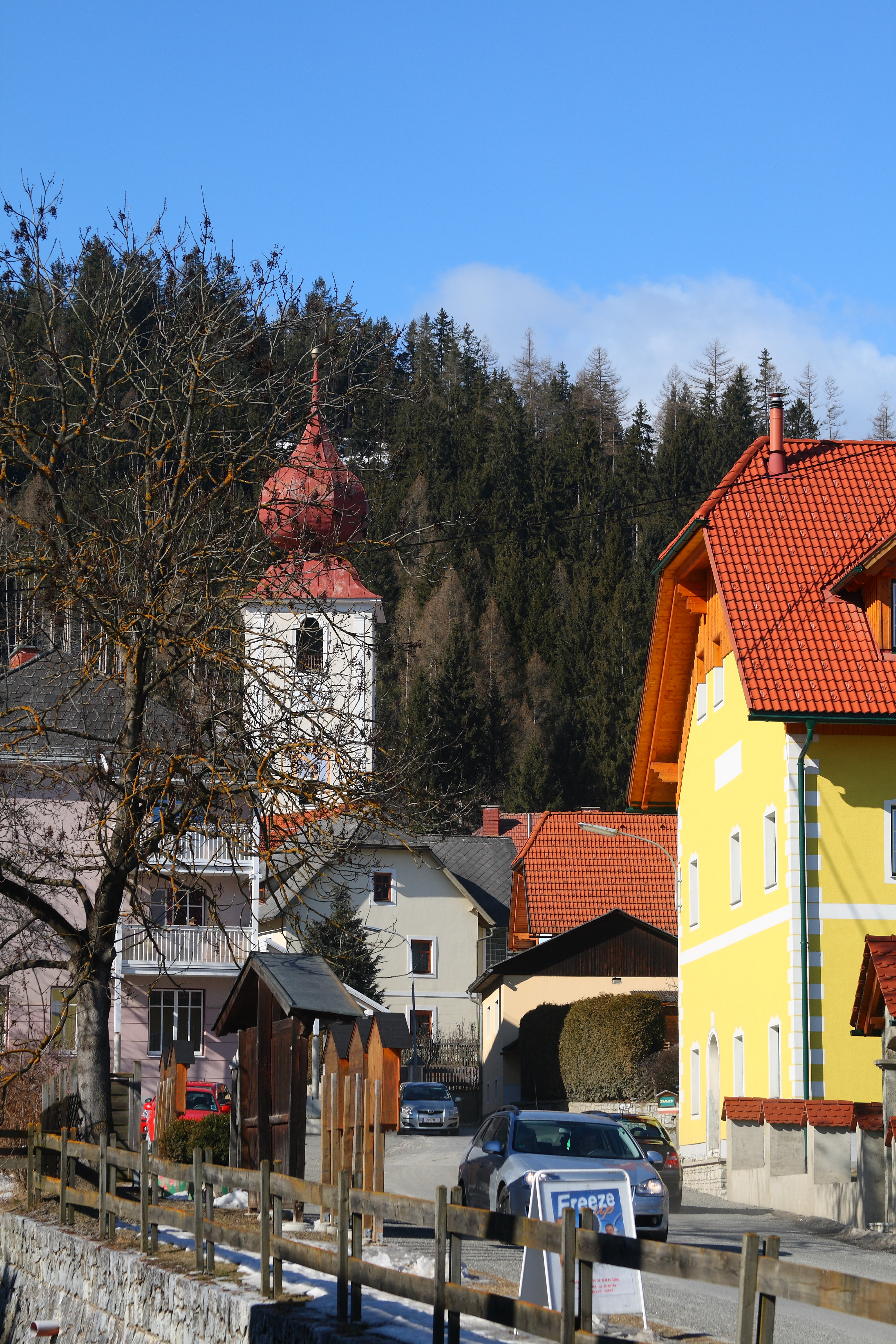
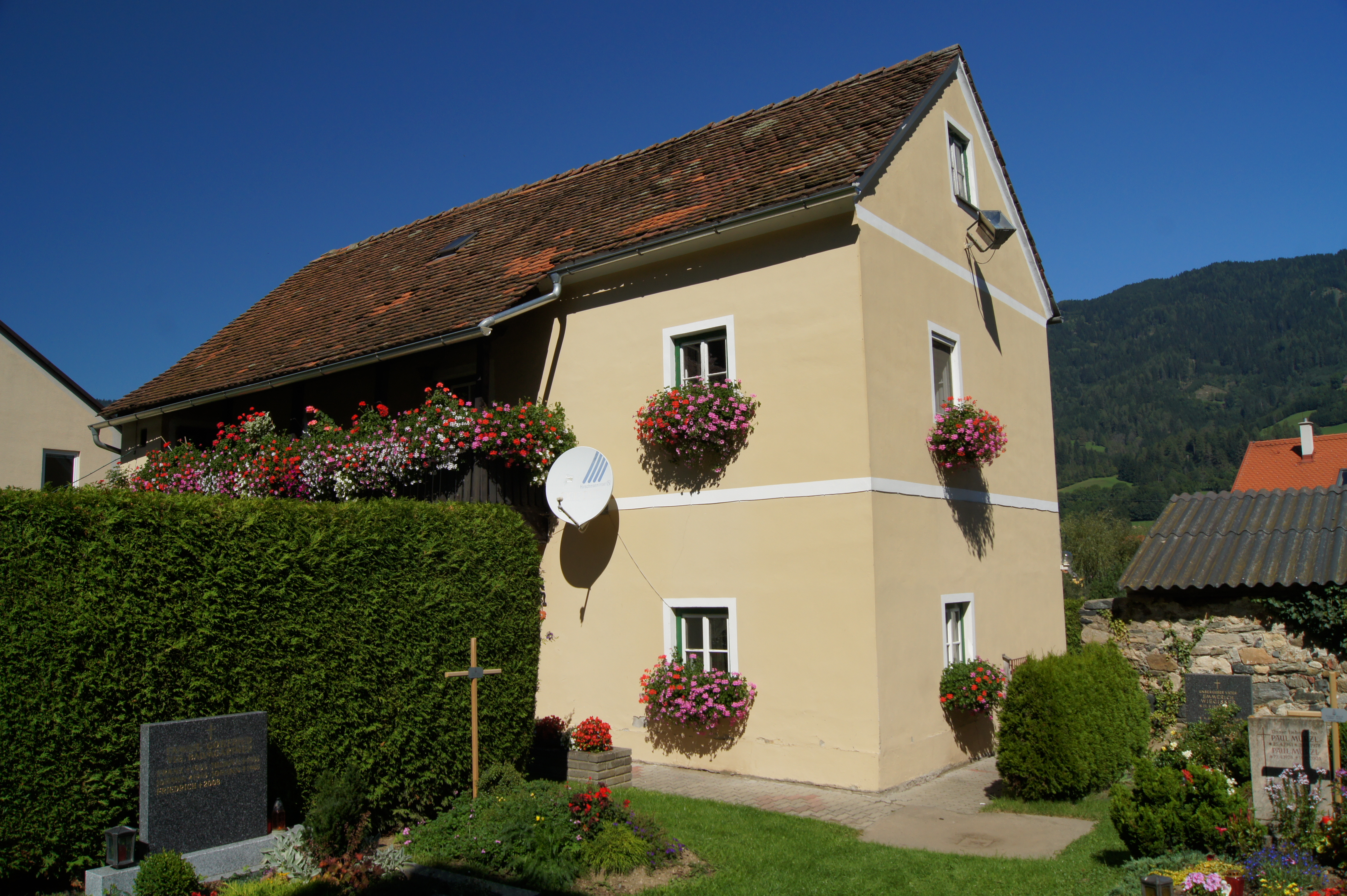
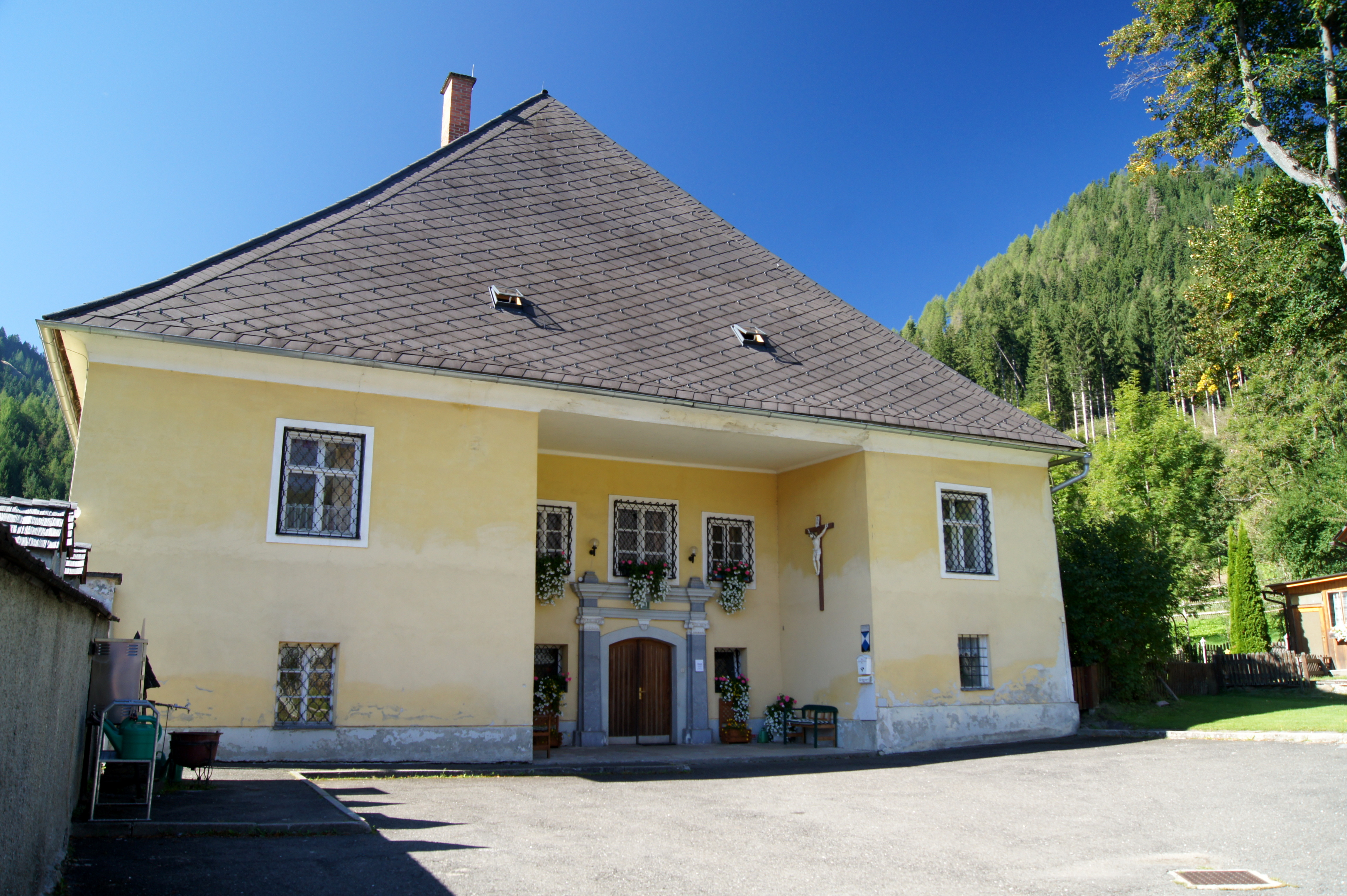